# La Misión (Hidalgo)
La Misión è un comune del Messico, situato nello stato di Hidalgo, il cui capoluogo è la località omonima.